# Phrurolithus pinturus
Phrurolithus pinturus là một loài nhện trong họ Phrurolithidae.
Loài này thuộc chi Phrurolithus. Phrurolithus pinturus được miêu tả năm 1935 bởi Wilton Ivie & Barrows.